# الحركة الديمقراطية البرتقالية
الحركة الديمقراطية البرتقالية حزب سياسي من يسار الوسط في كينيا. هو خليفة للحركة الشعبية التي تشكلت خلال حملة الاستفتاء الدستوري في كينيا عام 2005. انقسمت هذه الحركة في أغسطس 2007 إلى حزب الحركة الديمقراطية البرتقالية في كينيا، وحركة ممسحة الديمقراطية – كينيا (المعروفة سابقًا باسم الحركة الديمقراطية البرتقالية – كينيا).
يعود اسم «البرتقالي» إلى بطاقات الاقتراع في الاستفتاء، الذي تمثل فيه الموز بالتصويت «نعم»، والبرتقال «لا». باستخدام اسم «البرتقالي»، أكدت الأحزاب على تصويتها بالرفض استفتاء عام 2005. كان الاتحاد الوطني الأفريقي لكينيا بقيادة أوهورو كينياتا محور الحركة إلى جانب الحزب الديمقراطي الليبرالي بقيادة رايلا أودينغا. بينما غادر كينياتا حزب الاتحاد الوطني الأفريقي، بقي أودينغا ليقود الحركة الديمقراطية البرتقالية.

## الاستفتاء الدستوري سنة 2005
في الاستفتاء الدستوري الكيني سنة 2005، فاز التصويت ب«لا»، الذي شاركت الحركة الديمقراطية البرتقالية في الدعوة إليه، إذ صوت 85.12% من الكينيين ضد الدستور المقترح. بعد ذلك، أقال الرئيس مواي كيباكي مجلس وزرائه بالكامل. كان رد الحركة الديمقراطية البرتقالية هو القول إن هذه خطوة في الإتجاه الصحيح، ودعت إلى قيام انتخابات عامة فورية، زاعمة أن نظام كيباكي، الذي شن حملة نشطة لصالح التصويت بنعم في الاستفتاء، فقد شرعيته.
قاومت حكومة كيباكي هذا القول؛ إذ لم يكن من المفترض أن تجرى الانتخابات قبل الأسبوع الأخير من ولاية كيباكي المستمرة لخمس سنوات بموجب الدستور. برزت الحركة الديمقراطية البرتقالية بوصفها حزبًا معارضًا رئيسيًا، إلى جانب الاتحاد الوطني الأفريقي لكينيا، ونظمت عددًا من المسيرات المطالبة بإجراء انتخابات ووضع دستور جديد. احتجت الحركة ضد الحزب الديمقراطي الليبرالي، الذي عارض الاستفتاء، ليسقط من حكومة كيباكي الجديدة.

## انتخابات عام 2007
بعد انتخابات عام 2002، كان حزب الاتحاد الوطني الأفريقي لكينيا في صفوف المعارضة، في حين كان الحزب الديمقراطي الليبرالي شريكًا في تحالف قوس قزح الوطني – كينيا إلى أن أزيل بعد استفتاء عام 2005. أيد الحزب الديمقراطي الليبرالي عدم التصويت في الاستفتاء، خلافًا لسياسة الرئيس كيباكي. عقب موقفهم الموحد في مناقشة الاستفتاء والرد على تهديد تحالف قوس قزح الوطني – كينيا، قرر زعماء الاتحاد الوطني الأفريقي لكينيا، والحزب الديمقراطي الليبرالي وبعض الأحزاب الصغيرة القيام بحملات مشتركة للانتخابات العامة الكينية القادمة لعام 2007. شكلوا الحركة الديمقراطية البرتقالية، التي سميت على اسم الرمز الذي كان يمثل «لا» في الاستفتاء؛ برتقالة. سجل المحامي الانتهازي، موغامبي إيمانيارا، اسم «الحركة الديمقراطية البرتقالية» بوصفها حزبًا قبل أن يفعل الائتلاف ذلك، مما أجبرهم على استخدام اسم «الحركة الديمقراطية البرتقالية – كينيا».
مع تقدم عام 2007، تبين أن الائتلاف غير مستقر، مع انشقاق مختلف الفصائل. كان حزب الاتحاد الوطني الأفريقي لكينيا الذي تزعمه أوهورو كينياتا هو الأول، حين انسحب في يوليو عام 2007، ووافق على إعادة انتخاب الرئيس كيباكي، مع بقاء بعض السياسيين الأفراد من الحزب في الحركة. عد ذلك، وبسبب التنافس الداخلي بين كالونزو موسيوكا ورايلا أودينغا، انقسمت الحركة إلى فصيلين في منتصف أغسطس 2007. كانت مجموعة رايلا، التي ضمت أيضًا موساليا مودافادي، ووليام روتو، وجوزيف نياغا، ونجيب بالالا انشقوا عن الحركة الديمقراطية البرتقالية – كينيا واستولوا على حزب الحركة الديمقراطية البرتقالية المسجل من قبل موغامبي إيمانيارا، في حين ظلت مجموعة كالونزو، التي يقودها هو والدكتورة جوليا أوجيامبو، في الحركة الأصلية.
أجرى الفصيلان انتخابهما لمرشحي الرئاسة في أيام متتالية في مجمع كاساراني الرياضي في نيروبي. في 31 أغسطس 2007، فاز كالونزو موسيوكا على جوليا أوجيامبو من خلال الحركة الديمقراطية البرتقالية – كينيا. ثم في 1 سبتمبر، فاز رايلا أودينغا على روتو ومودافادي وبالا ونياغاه. انت هناك إدعاءات بأن بعض المندوبين صوتوا في ترشيحات كلا الطرفين.

### الانتخابات العامة
واجه رايلا وكالونزو الرئيس كيباكي في الانتخابات العامة. وصف المعهد الجمهوري الدولي يوم الانتخابات بأنه «هادئ بصورة عامة، ومنظم وشفاف». أعلن فوز كيباكي بالانتخابات في ظروف وصفها العديد من المراقبين بأنها «مثيرة للشكوك إلى درجة كبيرة». لم يوضح سامويل كيفويتو رئيس اللجنة الانتخابية المحلولة اليوم سبب عدم وصول أصوات الناخبين من الدوائر الانتخابية القريبة إلى مركز فرز الأصوات في نيروبي، بينما أحصيت أصوات الناخبين من المناطق النائية في البلاد في الوقت المحدد. كان عدد الناخبين الذين أدلوا بأصواتهم في العديد من مراكز الاقتراع أكبر من عدد الناخبين المسجلين. بلغت نسبة المشاركة في دائرة ماراغوا، وهي معقل حزب الوحدة الوطني، 115%.
عارضت الحركة الديمقراطية البرتقالية النتائج. اندلعت أعمال العنف في البلاد، واستهدف أنصار الحركة في كيبيرا ونايافاشا وناكورو من قبل عصابات تدعم مونغيكي يزعم أنها مدعومة من الشرطة. استهدف أنصار حزب الوحدة الوطني أيضًا من قبل أفراد الحركة الديمقراطية البرتقالية. لقي أفراد من جماعة لوو الإثنية مصرعهم بالرصاص في كيسومو وكيبيرا وناكورو في أعداد كبيرة، في حين قتل العديد من أفراد شعب الكيكويو في الوادي المتصدع الكبير.
حصدت الحركة الديمقراطية البرتقالية أكبر عدد من المقاعد بجموع 99 مقعدًا في البرلمان البالغ عدد مقاعده 210 مقاعد. أيضًا، فازت الحركة بثلاثة من أصل خمسة انتخابات فرعية في أوائل عام 2008. لم تكد الانتخابات الفرعية قد أجريت في دائرتين من اللتين قتل بهما نواب من الحركة الديمقراطية البرتقالية في بداية العام، حتى لقي نائبان آخران حتفهما في حادث تحطم طائرة. خسر بعض نواب الحركة الديمقراطية البرتقالية الذين جرت المنافسة على انتخاباتهم في المجلس مقاعدهم.

## قانون الأحزاب السياسية وانتخابات الأحزاب
عقب تمرير قانون الأحزاب السياسية قبل شهور، أجرت الحركة الديمقراطية البرتقالية انتخاباتها الداخلية في أواخر ديسمبر 2008، مع بروز رئيس الوزراء رايلا أودينغا زعيمًا للحزب، ووزير الصناعة هنري كوسجي رئيسًا للحزب. نظرًا للانفعال الحاصل من أجل التمثيل الإقليمي والجنساني، تعين إنشاء بعض المناصب الحزبية في يوم التصويت. في ذلك الوقت، تنحى رايلا ع وليام روتو، وأبابو اموامبا، ونجيب بالالا، وهنري كوسجي، وغيرهم.

## الانتخابات العامة 2013
في الفترة التي سبقت الانتخابات العامة في عام 2013، دخلت الحركة الديمقراطية البرتقالية في تحالف مع منتدى استعادة الديمقراطية وحركة وايبر الديمقراطية لدعم مرشح رئاسي واحد، عرف باسم ائتلاف الإصلاحات والديمقراطية.